# Forêt nationale de Purus
La forêt nationale de Purus (portugais : Floresta Nacional de Purus) est une forêt nationale brésilienne. Elle se situe dans la région Nord, dans l'État de l'Amazonas.
Le parc fut créé en 1988 et couvre une superficie de 256 000 hectares.
Il s'étend sur le territoire de la municipalité de Pauini.